# Joseph Lyman Silsbee
Joseph Lyman Silsbee (Salem, 25 novembre 1848 – Phoenix, 31 gennaio 1913) è stato un architetto statunitense, tra i più influenti della scena edilizia americana del XIX secolo.

## Biografia
Joseph Lyman Silsbee nacque il 25 novembre 1848 a Salem, nel Massachusetts. Laureatosi alla Phillips Exeter Academy nel 1865 e alla Harvard in 1869, Silsbee precisò la sua formazione in senso architettonico iscrivendosi nel 1870 al Massachusetts Institute of Technology (MIT), prima scuola di architettura negli Stati Uniti.
Dopo aver terminato i propri studi, Silsbee avviò un tirocinio nello studio degli architetti di Boston William Robert Ware e Robert Ware prima, e William Ralph Emerson poi. Frattanto, non perse occasione per effettuare un viaggio formativo in Europa, prima di stabilirsi a Syracuse, nello stato di New York. Nel 1875 si unì in matrimonio con Anna Baldwin Sedgwick, figlia dell'affermato politico e avvocato Charles Baldwin Sedgwick. Frattanto consacrò la propria affermazione architettonica, avviando tre studi contemporaneamente operativi a Syracuse (1875-1885), Buffalo (Silsbee & Marling, 1882-1887), e Chicago (Silsbee and Kent, 1883-1884), e stabilendo una collaborazione con l'architetto Ellis G. Hall. Nello studio di Chicago lavorarono numerosi architetti destinati a conoscere vasta fama, come George Grant Elmslie e, soprattutto, Frank Lloyd Wright, futuro campione dell'architettura del XX secolo.
Dal punto di vista accademico, Silsbee fu uno dei primi professori di progettazione architettonica presso l'università di Syracuse, un altro dei primi istituti di formazione superiore negli Stati Uniti espressamente consacrato a tale disciplina. Fu, inoltre, uno dei membri fondatori del Chicago and Illinois Chapters of the American Institute of Architect e un vincitore nel 1894 della Peabody Medal by the Franklin Institute per il suo progetto di «marciapiede mobile, invenzione che conobbe il suo debutto alla Fiera Colombiana e fu consistemente utilizzata anche nelle esposizioni universali successive.

## Produzione architettonica
Tra le sue opere architettoniche più significative vi è il Syracuse Savings Bank Building (1876). Costruito a lato del canale Erie su Clinton Square a Syracuse, è spesso considerato uno degli esempi più rappresentativi dello stile gotico alto-vittoriano. Silsbee progettò anche il White Memorial Building (1876), l'Amos Block (1878), e la cappella cimiteriale di Oakwood (1879-80), tutti ancora ubicati a Syracuse. Upland Farm (1892), la residenza progettata su commissione di Frederick R. e Dora Sedgwick Hazard nella vicina Solvay, New York, è un esempio dello stile alla moda per l'architettura residenziale per cui Silsbee era particolarmente noto e che trova espressione anche in altra edilizia unifamiliare e plurifamiliare da lui ideata e costruita a Ballston Spa, Albany, e Peekskill (in quest'ultimo posto per Henry Ward Beecher).
Sempre di Silsbee sono gli arredi del castello di Potter Palmer a Chicago, l'oratorio di Lincoln Park nella medesima città, e la cappella per Horatio N. May Chapel al cimitero di Rosehill, dove la scala particolarmente ridotta è riscattata e nobilitata da numerosi dettagli di particolare eleganza, come il pavimento in tessere musive e il tetto in legno di quercia sorretto da «capriate con travi a martello e staffe curve». Come già accennato nella sezione biografica, inoltre, Silsbee progettò il marcapiede mobile alla Fiera Colombiana del 1893, elaborando nel 1894 persino un progetto per implementare tale tecnologia nel ponte di Brooklyn, mai però messi effettivamente in atto.
Nella sua autobiografia del 1941, Frank Lloyd Wright scrisse:
(Frank Lloyd Wright)

## Opere
| Edificio                             | Immagine | Data                                                                           | Indirizzo                                         | Città, stato                              | Descrizione |
| ------------------------------------ | -------- | ------------------------------------------------------------------------------ | ------------------------------------------------- | ----------------------------------------- | --- |
| Casa William S. Warfield             |          | Costruita nel 1886 Registrato al National Register of Historic Places nel 1979 | 1624 Maine St. 39.931389°N 91.389722°W            | Quincy, Illinois                          | Costruito nel 1886 sulla Maine Street di Quincy in un mix eclettico tra il Romanico Richardsoniano e lo Stile Regina Anna. La casa comprende un esterno in pietra con decorazioni in terracotta ed è corredata di una serie consistente di portici. |
| Casa Bryant H. e Lucie Barber        |          | Costruita nel 1901 circa Registrato al NRHP nel 1993                           | 103 North Barber Avenue 41.986389°N 89.581667°W   | Polo, Illinois                            | La casa ha pareti in laterizio, fondazioni in pietra e ricorre anche all'utilizzo dell'acciaio. |
| Casa Henry D. Barber                 |          | Costruito nel 1891 circa Registrato al NRHP nel 1974                           | 410 West Mason Street 41.986482°N 89.58236°W      | Polo, Illinois                            | Progettata da Silsbee e costruita intorno al 1891, con alterazioni minori nel 1899, la casa in mattoni e calcare è concepita secondo gli stilemi del revival neoclassico.                                                                           |
| Amos Block                           |          | Costruito nel 1878 Registrato al NRHP nel 1978                                 | 210-216 West Water Street 43.050556°N 76.154722°W | Downtown di Syracuse, New York            | Edificio concepito in stile romanico dinanzi al canale Erie, in un sito previsto per il carico e scarico delle merci sulle imbarcazioni. |
| Edificio della Syracuse Savings Bank |          | Costruito nel 1875 Registrato al NRHP nel 1971                                 | 102 N. Salina St.43.050833°N 76.152222°W          | Downtown di Syracuse, New York            | Costruita nel 1875 sulle rive del canale Erie; il suo ascensore per i passeggeri, il primo a essere installato a Syracuse, riscosse un grande successo negli abitanti della città.                                                                  |
| White Memorial Building              |          | Costruito nel 1876 Registrato al NRHP nel 1973                                 | 100 E. Washington St. 43.049444°N 76.1525°W       | Downtown di Syracuse, New York            | Edificio in stile gotico giudicato come «eccessivamente piacevole» |
| Unity Chapel                         |          | Costruita nel 1886 Registrata al NRHP nel 1974                                 | S of Spring Green off WI 23 43.1325°N 90.060833°W | Spring Green, Wisconsin                   | Cappella in stile Shingle progettata con la collaborazione dell'allievo Frank Lloyd Wright su commissione di Jenkin Lloyd Jones. |
| Casa Charles H. Sedgwick             |          | Costruita nel 1884 demolita intorno al 1925                                    | James St.                                         | Quartiere di Sedgwick, Syracuse, New York | La sua copertura aveva un "doppio timpano unico, un motivo visto anche sulla Thomas Drummond Home di Silsbee, costruita circa un anno dopo" Fu costruita per il cognato di Silsbee, Charles Hamilton Sedgwick.                                      |